# Хансен, Харальд (гимнаст)
Харальд Хансен (норв. Harald Hansen; 30 октября 1884, Халден — 6 марта 1956) — норвежский гимнаст, серебряный призёр летних Олимпийских игр 1908.
На Играх 1908 в Лондоне Хансен участвовал только в командном первенстве, в котором его сборная заняла второе место.